# Philip George
Philip George Woodhead, (Nottingham, Inglaterra, 13 de junio de 1993), mejor conocido como Philip George, es un DJ y productor británico orientado al Deep House.

## Trayectoria
El 28 de diciembre de 2014, George lanzó su single debut "Wish You Were Mine". El 4 de enero de 2015, la canción entró en el Singles Chart del Reino Unido en el puesto Número 2, justo por debajo de la canción de Mark Ronson y Bruno Mars "Uptown Funk.

## Discografía

### Sencillos
| Título                               | Año  | Posiciones Máximas | Posiciones Máximas | Posiciones Máximas | Posiciones Máximas | Posiciones Máximas | Posiciones Máximas | Posiciones Máximas | Posiciones Máximas | Posiciones Máximas | Posiciones Máximas | Certificaciones | Álbum |
| Título                               | Año  | UK                 | UK Dance           | AUS                | AUT                | BEL                | FRA                | GER                | IRE                | SCO                | SWI                | Certificaciones | Álbum |
| ------------------------------------ | ---- | ------------------ | ------------------ | ------------------ | ------------------ | ------------------ | ------------------ | ------------------ | ------------------ | ------------------ | ------------------ | --------------- | ----- |
| "Wish You Were Mine"                 | 2014 | 2                  | 1                  | 20                 | 16                 | 47                 | 67                 | 6                  | 8                  | 2                  | 37                 | - BPI: Platinum |       |
| "Alone No More" (con Anton Powers)   | 2015 | 4                  | 1                  | —                  | —                  | 62                 | —                  | —                  | 65                 | 1                  | —                  | - BPI: Gold     |       |
| "Feel This Way" (con Dragonette)     | 2016 | 136                | 30                 | —                  | —                  | —                  | —                  | —                  | —                  | —                  | —                  |                 |       |
| "Losing My Mind" (con Saint Raymond) | 2017 | —                  | —                  | —                  | —                  | —                  | —                  | —                  | —                  | —                  | —                  |                 |       |